# Wildhau
Die Wildhau ist ein zusammenhängendes Waldgebiet im mittelfränkischen Landkreis Weißenburg-Gunzenhausen.
Es befindet sich im äußersten Osten des Landkreises Weißenburg-Gunzenhausen auf den Gebieten der Gemeinden Burgsalach und Raitenbuch. Die Wildhau liegt auf einer Hochfläche inmitten der Weißenburger Alb, einem Höhenzug der Fränkischen Alb. Im Süden geht der Wald in den Raitenbucher Forst, im Westen in den Weißenburger Stadtwald über. Unweit nördlich liegt der Ort Burgsalach, östlich liegt Raitenbuch, westlich Oberhochstatt. Im Westen verläuft das Laubental.
Die Wildhau wird von einigen Flurwegen durchzogen. Durch die Wildhau verläuft der Wanderweg Limesweg und der Fahrradweg Deutscher Limes-Radweg. Durch den Wald führten eine Römerstraße und der Obergermanisch-Raetische Limes. Der Wald liegt inmitten des Naturparks Altmühltal in einem Landschaftsschutzgebiet. Am westlichen Rand des Waldgebiets liegt das Kleinkastell „In der Harlach“. Im Wald finden sich etliche Grabhügel.